# Virring (Randers Kommune)
 Denne artikel omhandler byen Virring (Randers Kommune). Der er også andre byer med dette navn, se Virring.
Virring er en landsby og et ejerlav beliggende på Djursland ca. 14 km. øst for Randers og 42 km. vest for Grenaa. Byen ligger i Virring Sogn i Randers Kommune og hører således til Region Midtjylland. Fra 1970 til 2006 hørte byen til Sønderhald Kommune. Nærmeste større byer er Assentoft ca. 6 km væk mod vest og Auning ca. 9 km. mod øst.
Virring har 69 indbyggere (2011). 

Byen er kirkebyen for Virring Sogn, men sognets største by er Uggelhuse ved Randers Fjord.